# Liste von Fussballstadien in der Schweiz
Die Schweiz verfügt über eine grosse Anzahl von Fussballstadien und Sportplätzen, welche von den rund 1500 Vereinen des Schweizerischen Fussballverbands (SFV) genutzt werden.

## Aktuelle Stadien
Dies ist eine Liste von Fussballstadien mit über 4000 Plätzen.
| Stadion                           | Kapazität | Ort                   | Kanton       | Verein(e)                          | Eröffnung |
| --------------------------------- | --------- | --------------------- | ------------ | ---------------------------------- | --------- |
| St. Jakob-Park                    | 38 500    | Basel                 | Basel-Stadt  | FC Basel                           | 2001      |
| Stadion Wankdorf (neu)            | 31 510    | Bern                  | Bern         | BSC Young Boys                     | 2005      |
| Stade de Genève                   | 30 084    | Lancy                 | Genf         | Servette FC Genève                 | 2003      |
| Letzigrund (neu)                  | 25 000    | Zürich                | Zürich       | FC Zürich, Grasshopper Club Zürich | 2007      |
| kybunpark                         | 20 029    | St. Gallen            | St. Gallen   | FC St. Gallen                      | 2008      |
| Swissporarena                     | 16 800    | Luzern                | Luzern       | FC Luzern                          | 2011      |
| Stade de Tourbillon               | 16 500    | Sitten                | Wallis       | FC Sion                            | 1968      |
| Stade Olympique de la Pontaise    | 15 786    | Lausanne              | Waadt        | FC Stade Lausanne-Ouchy            | 1954      |
| Stadion Brühl                     | 15 100    | Grenchen              | Solothurn    | FC Grenchen                        | 1927      |
| Stadion Neufeld                   | 14 000    | Bern                  | Bern         | FC Bern                            | 1924      |
| Stade de la Charrière             | 12 700    | La Chaux-de-Fonds     | Neuenburg    | FC La Chaux-de-Fonds               | 1940      |
| Stade de la Tuilière              | 12 544    | Lausanne              | Waadt        | FC Lausanne-Sport                  | 2020      |
| Stade de la Maladière (neu)       | 12 500    | Neuenburg NE          | Neuenburg    | Neuchâtel Xamax                    | 2007      |
| Stadio Comunale                   | 11 168    | Chiasso               | Tessin       | FC Chiasso                         | 1969      |
| Stadio Lido                       | 11 000    | Locarno               | Tessin       | FC Locarno                         | 1926      |
| Stadion Altenburg                 | 10 000    | Wettingen             | Aargau       | FC Wettingen                       | 1969      |
| Stadio Comunale                   | 10 000    | Bellinzona            | Tessin       | AC Bellinzona                      | 1948      |
| Stockhorn Arena                   | 10 000    | Thun                  | Bern         | FC Thun                            | 2011      |
| Stade Universitaire Saint-Léonard | 10 000    | Freiburg im Üechtland | Freiburg     | FC Fribourg                        | 2006      |
| Stadion Brügglifeld               | 09 294    | Suhr                  | Aargau       | FC Aarau                           | 1924      |
| Schützenwiese                     | 08 400    | Winterthur            | Zürich       | FC Winterthur                      | 1957      |
| Wefox Arena                       | 08 000    | Schaffhausen          | Schaffhausen | FC Schaffhausen                    | 2017      |
| Stadion Schützenmatte             | 08 000    | Basel                 | Basel-Stadt  | BSC Old Boys                       | 1986      |
| Stadion Rankhof                   | 07 600    | Basel                 | Basel-Stadt  | FC Nordstern Basel                 | 1995      |
| Centre sportif de Colovray        | 07 200    | Nyon                  | Waadt        | Stade Nyonnais                     | 1991      |
| Stade de la Fontenette            | 07 200    | Carouge               | Genf         | Étoile Carouge FC                  | 1921      |
| Stadion Esp                       | 07 000    | Fislisbach            | Aargau       | FC Baden                           | 1988      |
| Stade Municipal                   | 06 600    | Yverdon-les-Bains     | Waadt        | Yverdon-Sport FC                   | 1989      |
| Stadio di Cornaredo               | 06 330    | Lugano                | Tessin       | FC Lugano                          | 1951      |
| Stadion FC Solothurn              | 06 300    | Solothurn             | Solothurn    | FC Solothurn                       | 1931      |
| Lidl Arena                        | 06 000    | Wil SG                | St. Gallen   | FC Wil                             | 1963      |
| Stadion Herti Allmend             | 05 900    | Zug                   | Zug          | Zug 94                             | 1970      |
| Espenmoos (neu)                   | 5 350     | St. Gallen            | St. Gallen   | FC St. Gallen Frauen               | 1910/2010 |
| Tissot Arena                      | 05 200    | Biel                  | Bern         | FC Biel-Bienne                     | 2015      |
| La Blancherie                     | 05 200    | Delsberg              | Jura         | SR Delémont                        | 1986      |
| Stade de Bouleyres                | 05 200    | Bulle FR              | Freiburg     | FC Bulle                           | 1949      |
| Paul-Grüninger-Stadion            | 04 200    | St. Gallen            | St. Gallen   | SC Brühl St. Gallen                | 1911      |

## Ehemalige Stadien
| Stadion                     | Kapazität | Ort          | Kanton       | Verein(e)               | Eröffnung | Schliessung |
| --------------------------- | --------- | ------------ | ------------ | ----------------------- | --------- | ----------- |
| Stadion Wankdorf (alt)      | 60 000    | Bern         | Bern         | BSC Young Boys          | 1925      | 2001        |
| Stadion St. Jakob           | 60 000    | Basel        | Basel-Stadt  | FC Basel                | 1954      | 1998        |
| Letzigrund (alt)            | 27 500    | Zürich       | Zürich       | FC Zürich               | 1925      | 2006        |
| Stade de la Maladière (alt) | 22 130    | Neuenburg NE | Neuenburg    | Neuchâtel Xamax         | 1924      | 2004        |
| Hardturm                    | 17 666    | Zürich       | Zürich       | Grasshopper Club Zürich | 1929      | 2007        |
| Stadion Gurzelen            | 15 000    | Biel         | Bern         | FC Biel-Bienne          | 1913      | 2015        |
| Stadion Allmend             | 13 000    | Luzern       | Luzern       | FC Luzern               | 1934      | 2009        |
| Espenmoos (alt)             | 11 300    | St. Gallen   | St. Gallen   | FC St. Gallen           | 1910      | 2008        |
| Stadion Lachen              | 09 375    | Thun         | Bern         | FC Thun                 | 1954      | 2011        |
| Stade des Charmilles        | 09 250    | Genf         | Genf         | Servette FC Genève      | 1930      | 2003        |
| Stadion Breite              | 07 300    | Schaffhausen | Schaffhausen | FC Schaffhausen         | 1950      | 2017        |
| Stadion Kleinfeld           | 05 100    | Kriens       | Luzern       | SC Kriens               | 1970      | 2016        |

## Zukünftige Stadien
| Stadion                   | Kapazität | Ort    | Kanton | Verein(e)                          | Eröffnung      | Quelle |
| ------------------------- | --------- | ------ | ------ | ---------------------------------- | -------------- | ------ |
| Credit Suisse Arena       | 18 500    | Zürich | Zürich | FC Zürich, Grasshopper Club Zürich | unbekannt      | [ 8 ]  |
| Torfeld Süd               | 10 000    | Aarau  | Aargau | FC Aarau                           | unbekannt      | [ 9 ]  |
| Stadio di Cornaredo (neu) | 08 250    | Lugano | Tessin | FC Lugano                          | 2026 (geplant) | [ 10 ] |